# Hoplia aulica
Hoplia aulica är en skalbaggsart som beskrevs av Carl von Linné 1767. Hoplia aulica ingår i släktet Hoplia och familjen Melolonthidae. Inga underarter finns listade i Catalogue of Life.